# Calciatori della nazionale neocaledoniana
Questa è l'elenco dei calciatori con almeno una presenza nella Nazionale di calcio della Nuova Caledonia. In grassetto sono indicati i calciatori ancora in attività.
Statistiche aggiornate al 2 aprile 2014.
| Nome                    | Presenze | Reti | Esordio | Ultima partita |
| ----------------------- | -------- | ---- | ------- | -------------- |
| Joseph Athale           | 5        | 0    | 2016    |                |
| Marius Bako             | 16       | 3    | 2010    |                |
| Emile Béaruné           | 22       | 1    | 2010    |                |
| Georges Béaruné         | 9        | 1    | 2011    |                |
| Adolphe Boaoutho        | ?        | ?    | ?       | ?              |
| Arsène Boawé            | ?        | ?    | ?       | ?              |
| Jean-Marc Casé          | ?        | ?    | ?       | ?              |
| Maurice Cawa            | ?        | ?    | ?       | ?              |
| Jacques Dahoté          | ?        | ?    | ?       | ?              |
| Justin Dawano           | ?        | ?    | ?       | ?              |
| Patrick Diaiké          | 17       | 1    | 2007    |                |
| Ramon Djamali           | ?        | ?    | ?       | ?              |
| Olivier Dokunengo       | ?        | ?    | ?       | ?              |
| Robert Dokunengo        | ?        | ?    | ?       | ?              |
| Jean-Yann Dounezek      | ?        | ?    | ?       | ?              |
| Patrick Drawilo         | ?        | ?    | ?       | ?              |
| Francis Dremon          | ?        | ?    | ?       | ?              |
| Gil Elmour              | ?        | ?    | ?       | ?              |
| Yves Faye               | ?        | ?    | ?       | ?              |
| Wilson Forest           | ?        | ?    | ?       | ?              |
| Kalayé Gnipaté          | ?        | ?    | ?       | ?              |
| Georges Gope-Fenepej    | 18       | 15   | 2011    |                |
| Joris Gorendiawé        | ?        | ?    | ?       | ?              |
| Jacques Haeko           | 9        | 2    | 2011    |                |
| Jaerson Haeweng         | ?        | ?    | ?       | ?              |
| Jacques Hapelama        | ?        | ?    | ?       | ?              |
| David Hay               | 2        | 0    | 2002    | 2002           |
| José Hmaé               | ?        | ?    | ?       | ?              |
| Michel Hmaé             | ?        | ?    | ?       | ?              |
| Nathanaël Hmaen         | 1        | 0    | 2016    |                |
| Michel Hmeun            | ?        | ?    | ?       | ?              |
| Allan Hnautra           | ?        | ?    | ?       | ?              |
| Michel Hné              | ?        | ?    | ?       | ?              |
| Willy Hné               | ?        | ?    | ?       | ?              |
| Loïc Houlala            | ?        | ?    | ?       | ?              |
| James Hue               | ?        | ?    | ?       | ?              |
| Judikael Ixoée          | ?        | ?    | ?       | ?              |
| Julien Jeansoule        | ?        | ?    | ?       | ?              |
| Iamel Kabeu             | 31       | 18   | 2002    |                |
| Bertrand Kaï            | 25       | 16   | 2008    |                |
| Jonathan Kakou          | ?        | ?    | ?       | ?              |
| Albert Kaqea            | ?        | ?    | ?       | ?              |
| Noël Kaudré             | ?        | ?    | ?       | ?              |
| Dick Kauma              | ?        | ?    | ?       | ?              |
| Robert Kaumé            | ?        | ?    | ?       | ?              |
| Miguel Kayara           | ?        | ?    | ?       | ?              |
| Roy Kayara              | 15       | 4    | 2008    |                |
| Alain Kécine            | ?        | ?    | ?       | ?              |
| César Lolohea           | ?        | ?    | ?       | ?              |
| Benjamin Longue         | 13       | 0    | 2003    | 2011           |
| Steve Longue            | ?        | ?    | ?       | ?              |
| Stone Longue            | ?        | ?    | ?       | ?              |
| John Luenu              | ?        | ?    | ?       | ?              |
| Marius Mapou            | ?        | ?    | ?       | ?              |
| Yohann Mercier          | ?        | ?    | ?       | ?              |
| André Naxue             | ?        | ?    | ?       | ?              |
| Ricardo Nepamoindou     | ?        | ?    | ?       | ?              |
| Cédric Nonmeu           | ?        | ?    | ?       | ?              |
| Rocky Nyikeine          | ?        | ?    | ?       | ?              |
| Franck Oiremoin         | 11       | 0    | 2002    | 2004           |
| Nicolas Ouka            | ?        | ?    | ?       | ?              |
| Marc Ounemoa            | ?        | ?    | ?       | ?              |
| Dimitri Petemou         | ?        | ?    | ?       | ?              |
| Théodore Pian           | ?        | ?    | ?       | ?              |
| Paul Poatinda           | ?        | ?    | ?       | ?              |
| Patrick Qaézé           | ?        | ?    | ?       | ?              |
| Jean-Paul Read          | ?        | ?    | ?       | ?              |
| Louis Samek             | ?        | ?    | ?       | ?              |
| Fabien Saridjan         | ?        | ?    | ?       | ?              |
| Dominique Sawa          | ?        | ?    | ?       | ?              |
| Thomas Schmidt          | 3        | -?   | 2016    |                |
| André Sinédo            | 27       | 1    | 2002    | 2011           |
| Pierre Tidjine          | ?        | ?    | ?       | ?              |
| Jean-Louis Toto         | ?        | ?    | ?       | ?              |
| Poulidor Toto           | ?        | ?    | ?       | ?              |
| Kenji Vendegou          | ?        | ?    | ?       | ?              |
| Pierre Waboula          | ?        | ?    | ?       | ?              |
| Dominique Wacalie       | ?        | ?    | ?       | ?              |
| Georges Wadrenges       | ?        | ?    | ?       | ?              |
| Robert Wadriako         | ?        | ?    | ?       | ?              |
| Léon Wahnawé            | 1        | 0    | 2016    |                |
| Luther Wahnyamalla      | ?        | ?    | ?       | ?              |
| Pierre Wajoka           | 39       | 14   | 2003    | 2011           |
| Jean-Patrick Wakanumuné | ?        | ?    | ?       | ?              |
| Joël Wakanumuné         | ?        | ?    | ?       | ?              |
| Loïc Wakanumuné         | ?        | ?    | ?       | ?              |
| Francis Watrone         | ?        | ?    | ?       | ?              |
| Robert Wayaridri        | ?        | ?    | ?       | ?              |
| Jules Wéa               | ?        | ?    | ?       | ?              |
| Shene Welepane          | 2        | 0    | 2017    |                |
| Jean-Paul Wenessia      | ?        | ?    | ?       | ?              |
| Jacky Wiako             | ?        | ?    | ?       | ?              |
| Jean-Christophe Xénie   | ?        | ?    | ?       | ?              |